# Пищевица
Пищевица (укр. Пищевиця) — село в Казанковском районе Николаевской области Украины.
Основано в 1880 году. Население по переписи 2001 года составляло 17 человек. Почтовый индекс — 56030. Телефонный код — 5164. Занимает площадь 0,052 км².

## Местный совет
56030, Николаевская обл., Казанковский р-н, с. Весёлая Балка, ул. Мира, 4